# Myrrhis pecten-veneris
Myrrhis pecten-veneris är en flockblommig växtart som beskrevs av Carlo Allioni. Myrrhis pecten-veneris ingår i släktet spanskkörvlar, och familjen flockblommiga växter. Inga underarter finns listade i Catalogue of Life.